# Le Français 6,35 mm/7,65 mm/Modèle Armée
De 1913 à 1969, Manufrance produisit et vendit son pistolet Le Français en plusieurs calibres et versions. Vendu essentiellement en France, son principal marché fut le grand public français mais aussi utilisé par certains officiers de l'armée de terre française (durant la drôle de guerre) et les polices municipales.

## Description

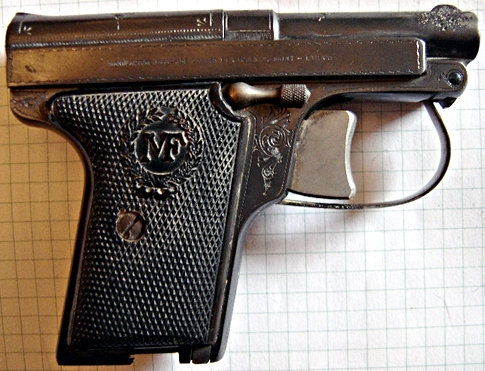
Manufrance Le Français 6,35 mm « de poche » (1re version, sans son chargeur).

- Le pistolet est un des premiers qui fonctionne uniquement en « double action » (ou DAO pour Double Action Only) . C'est-à-dire que l'appui sur la détente engendre systématiquement un armement et un décrochage du percuteur.
- Le canon est fixé par goupille à l'avant et maintenu à l'arrière par un verrou à ressort, manœuvrable par levier sur la face droite de l'arme, qui permet lorsque ce dernier est libéré, le relèvement du canon pour l'introduction d'une cartouche, le relèvement étant assuré par une lame ressort faisant office de pontet, le canon est libéré automatiquement également lorsque l'on retire le chargeur.

## Versions

### Calibre6,35 mmou.25ACP
« Modèle de poche » : version de base, la plus compacte. La forme de la poignée est modifiée en 1924. Elle fut produite sans discontinuité en de nombreux exemplaires. Fut utilisé intensivement par la Résistance française durant la Seconde Guerre mondiale.
- Dimensions (longueur x hauteur) : 11 x 8 cm
- Canon : 6 cm
- Masse de l'arme vide/chargée : 300/340 g
- Capacité : 7 ou 8 cartouches

« Policeman » : Variante de la précédente avec un canon allongé à destination des marchés officiels et qui équipait les agents de l'ONF.
- Dimensions (longueur x hauteur) : 15 x 8 cm
- Canon : 8,4 cm
- Masse de l'arme vide/chargée : 350/410 g
- Capacité : 7 ou 8 cartouches

« Le Français-Champion » : Version de tir sportif muni d'une hausse réglable. Il fut vendu de 1929 à 1934
- Dimensions (longueur x hauteur) : 24 x 11 cm
- Canon : 15 cm
- Masse de l'arme vide/chargée : 462/503 g
- Capacité : 7 ou 8 cartouches
- Option : canon de rechange en .22 LR

### Calibre7,65 Browningou.32 ACP
Un seul modèle produit de 1950 à 1969 (10 000 pistolets). Souffrit du durcissement de la législation. Encombrement similaire au Walther PPK.
- Dimensions (longueur x hauteur) : 15 × 12 cm
- Canon : 8,3 cm
- Masse de l'arme vide/chargée : 630/700 g
- Capacité : 6 ou 8 cartouches

### 9 mm Browning Long(en)
« Type Armée » : Le plus gros des Manufrance Le Français. Cette version a été testée par l'Armée française en 1928 et 1933 mais jamais adoptée. Produit à seulement 4 000 exemplaires entre 1928 et 1939. Son canon reçut des ailettes à partir de 1932.
- Dimensions (longueur x hauteur) : 20×13 cm
- Canon : 12,8 cm
- Masse de l'arme vide/chargée : 630/700 g
- Capacité : 8 cartouches